# Mirador (semanario)
Mirador fue un semanario de literatura, arte y política, fundado en Barcelona por Amadeu Hurtado en 1929. Su primera edición salió a la calle el 31 de enero de 1929.
Inspirado por Amadeu Hurtado y ágilmente confeccionado por Víctor Hurtado, fue dirigido por Manuel Brunet y Just Cabot, que fue su gran animador. Las secciones «L’Aperitiu» a cargo de Josep Maria de Sagarra, y «Mirador Indiscreto» anónima y de carácter satírico, tuvieron mucho éxito.
El semanario combinaba caricaturas de Apa, reportajes de Josep Maria Planas, Joan Tomàs, Andreu Ave-lí Artís, Manuel Mat, Jaume Passarell, Carles Sentís y Josep Xicota, críticas de espectáculos de C. A. Jordana, Josep Palau, Joan Cortès, Màrius Gifreda y Sebastià Gasch, comentarios de arte y literatura de Joan Teixidor, Martín de Riquer, Rafael Tasis, Rossend Llates y Enric F. Gual, artículos especiales de Gaziel, Eugenio Xammar, Marcelino Domingo y Antoni Rovira i Virgili, y colaboraciones de Thomas Mann, Aldous Huxley, Ilyá Ehrenburg y Tristan Tzara. 
Se publicó con normalidad hasta el 1 de julio de 1936, fecha en que fue requisado por el PSUC y a partir de ese momento cambió su función y contenidos dirigido por Artur Perucho hasta 1938, fecha en que fue sustituido por el semanario Meridià.
En 2007 el profesor de la Universidad Pompeu Fabra, Carles Singla, publicó el libro Mirador (1929-1937): Un model de periòdic al servei d'una idea de país, donde analiza la historia del semanario en el panorama de la Cataluña de los años 1930.